# Rietzneuendorf-Staakow

Rietzneuendorf-Staakow est une commune de Brandebourg (Allemagne), située dans l'arrondissement de Dahme-Forêt-de-Spree.